# Kruchaweczka najmniejsza

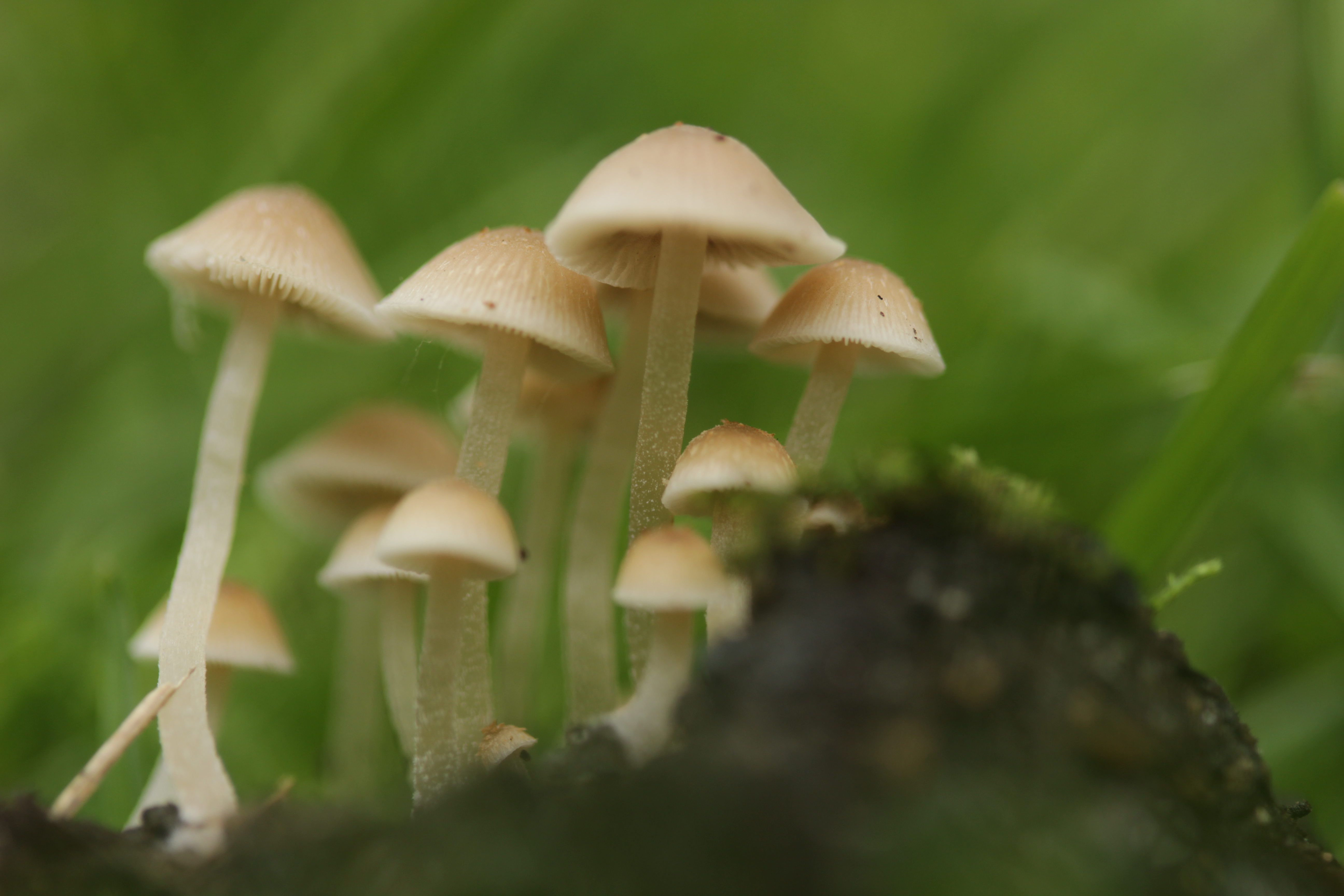

Kruchaweczka najmniejsza (Psathyrella pygmaea (Bull.) Singer – gatunek grzybów należący do rodziny kruchaweczkowatych (Psathyrellaceae).

## Systematyka i nazewnictwo
Pozycja w klasyfikacji według Index Fungorum: Psathyrella, Psathyrellaceae, Agaricales, Agaricomycetidae, Agaricomycetes, Agaricomycotina, Basidiomycota, Fungi.
Po raz pierwszy opisał go w 1791 r. Jean Baptiste François Bulliard nadając mu nazwę Agaricus pygmaeus. Obecną, uznaną przez Index Fungorum nazwę nadał Rolf Singer w 1949 r.
Synonimy:
- Agaricus pygmaeus Bull. 1791
- Drosophila pygmaea (Bull.) Quél. 1886
- Naucoria pygmaea (Bull.) Gillet 1876
- Phaeomarasmius pygmaeus (Bull.) Singer 1951
- Psathyra pygmaea (Bull.) Quél. 1881
- Psathyrella consimilis Bres. & Henn. 1889

Polską nazwę zaproponował Władysław Wojewoda w 2003 r.

## Morfologia
Kapelusz
Średnica 0,5–8 (1,2) cm, powierzchnia o barwie od białoszarej do szarobrązowej, na środku brązowawej. Kapelusz na całej powierzchni żłobkowany, pomarszczony i oprószony.
Trzon
Rurkowaty, wydrążony, łuszczący się, kruchy, cienki, zagięty. Powierzchnia biaława, szklista, częściowo przezroczysta, lekko matowa, przy podstawie brązowawa z filcowany grzybnią.
Blaszki
Przyrośnięte, początkowo żółtobrązowe, potem szaro-brązowe, w końcu rdzawe.
Miąższ
Cienki, kruchy, białawy.
Cechy mikroskopowe
Wysyp zarodników czarny. Zarodniki 6,8–10 × 3,4–5 µm, gładkie, eliptyczne.

## Występowanie
Znane jest występowanie Psathyrella pygmaea w Europie i Australii. Władysław Wojewoda w swoim zestawieniu grzybów wielkoowocnikowych Polski w 2003 r. podaje tylko 2 stanowiska z uwagą, że jest to gatunek rzadki i prawdopodobnie zagrożony. Większą liczbę stanowisk i bardziej aktualnych podaje internetowy atlasie grzybów. Kruchawczka najmniejsza jest w nim zaliczona do gatunków rzadkich i wartych objęcia ochroną.
Grzyb saprotroficzny. Występuje w lasach i parkach na gnijącym martwym drewnie drzew liściastych (pniaki i zakopane resztki drewna). Owocniki od wiosny do późnej jesieni.